# Gà tây hoang
Gà tây hoang (danh pháp khoa học: Meleagris gallopavo) là một loài chim thuộc họ Gà tây. Tuy nhiên, nhiều tài liệu lại xếp nó thuộc vào họ Phasianidae.. Chúng là loài bản địa Bắc Mỹ và là thành viên nặng nhất trong Bộ Gà.
Gà tây hoang dã là loài ăn tạp, tìm kiếm thức ăn trên mặt đất hoặc leo cây bụi và cây gỗ nhỏ để tìm mồi. Chúng thích ăn hạt có vỏ cứng như cột cứng như hạt sồi, các loại hạt, và cây khác nhau, bao gồm cả hạt dẻ, hạt dẻ, mại châu, và thông pinyon cũng như hạt giống khác nhau, quả mọng như cây bách xù và thường xanh dây leo, rễ cây và côn trùng. Gà tây cũng đôi khi ăn cả động vật lưỡng cư và bò sát nhỏ như thằn lằn và rắn.Gà tây hoang thường xuyên tìm kiếm thức ăn trong đồng cỏ nuôi bò, đôi khi ghé thăm sân ăn gia cầm, và đất canh tác thuận lợi sau khi thu hoạch sạch các hạt giống trên mặt đất. Gà tây hoang cũng ăn nhiều loại cỏ.

## Phân loài
- M. g. gallopavo
- M. g. intermedia
- M. g. merriami
- M. g. mexicana
- M. g. osceola
- M. g. silvestris